# Passalora symphoricarpi
Passalora symphoricarpi är en svampart som först beskrevs av Ellis & Everh., och fick sitt nu gällande namn av U. Braun & Crous 2003. Passalora symphoricarpi ingår i släktet Passalora och familjen Mycosphaerellaceae.   Inga underarter finns listade i Catalogue of Life.